# 騎士出任務
是一部於2010年上映的美國喜劇動作片，由詹姆斯·曼高德執導，主要剧情描述一位美女汽車工程師，搭機時邂逅一名帥氣男子，被捲入一系列充滿槍戰與暴力事件，兩人也陷入熱戀。湯姆·克魯斯、卡麥蓉·狄亞主演，距離兩人2001年的合作《香草天空》，已近十年。

## 劇情
茱恩·哈文斯是個風情萬種的單身美女，職業是一個單純的汽車工程師，雖然是個理工人，浪漫情懷依然不減，期待真命天子颯爽出現。一日，她打算返鄉，踏上旅途前往波士頓，在飛機上邂逅了一名帥氣的男子羅伊·米勒。茱恩強烈的女性直覺，認為充滿神秘感的羅伊對她頗有好感，正當她發揮少女心時，機艙內槍聲大作，所有機組員與乘客全部罹難......才得知羅伊是一名被捲入了世紀陰謀而有家歸不得的特工。而情歸美男子的茱恩，被迫和羅伊從北美逃到西歐、南歐，面對槍林彈雨與無限的奸人的陰險詭計，這對亡命鴛鴦要如何逃出生天呢？

## 演員
- 湯姆·克魯斯 飾演 羅伊·米勒
- 卡麥蓉·狄亞 飾演 茱恩·哈文斯
- 彼得·賽斯嘉 飾演 約翰。
- 赫帝·莫亞 飾演 安東尼奧·昆塔納
- 薇拉·戴維絲 飾演 伊莎貝爾·喬治，CIA局長
- 保羅·迪諾 飾演 賽門
- 馬克·布魯卡斯 飾演 羅德尼，茱恩的前男友
- 瑪姬·格蕾斯 飾演 艾波·哈文斯
- 蓋兒·賈多特 飾演 納奧米

## 迴響

### 評價
爛番茄新鮮度52%，基於220條評論，平均分為5.6/10，而在Metacritic上得到46分，收穫一般口碑。

## 外部連結
- 官方電影網站
- Knight and Day Soundtrack （页面存档备份，存于）
- AllMovie上《騎士出任務》的资料（英文）
- Box Office Mojo上《騎士出任務》的資料（英文）
- 互联网电影数据库（IMDb）上《騎士出任務》的资料（英文）
- TCM电影资料库上《騎士出任務》的资料（英文）
- Metacritic上《騎士出任務》的資料（英文）
- 爛番茄上《騎士出任務》的資料（英文）
- 时光网上《騎士出任務》的資料（简体中文）
- 豆瓣电影上《騎士出任務》的資料 （简体中文）